# Piotr Lisek
Piotr Lisek (né le 16 août 1992 à Duszniki) est un athlète polonais, spécialiste du saut à la perche. Vice-champion du monde en plein air à Londres en 2017, il a également décroché deux autres médailles mondiales en bronze à Pékin en 2015 et à Doha en 2019. Il est également champion d'Europe en salle en 2017 à Belgrade.

## Biographie

### 2015-2016: Premiers podiums internationaux
Vainqueur des championnats de Pologne en salle en 2013, il établit la meilleure marque de sa carrière en juin 2014 à Prague en franchissant une barre à 5,82 m. En 2015, il monte sur la troisième marche des Championnats d'Europe en salle avec un saut à 5,85 m, devancé par le Russe Aleksandr Gripich (5,85 m) et par le Français Renaud Lavillenie (6,04 m).
Plus tard dans la saison estivale, il remporte la médaille de bronze des Championnats du monde de Pékin, qu'il partage avec son compatriote Paweł Wojciechowski et Renaud Lavillenie grâce à un saut à 5,80 m. 
En mars 2016, Lisek remporte la médaille de bronze lors des Championnats du monde en salle de Portland en mars 2016 avec un saut à 5,75 m, derrière Renaud Lavillenie (6,02 m) et l'Américain Sam Kendricks. Le 18 mai suivant, le Polonais se classe 2e du World Challenge Beijing avec 5,70 m puis échoue le 8 juillet au pied du podium des Championnats d'Europe d'Amsterdam avec 5,50 m. Il se classe également 4ème aux Jeux Olympiques de Rio. 

### 2017: Barre des 6 mètres en salle et vice-champion du monde à Londres
Piotr Lisek ouvre sa saison 2017 le 25 janvier à Cottbus : il y établit à cette occasion un record de Pologne en salle avec 5,92 m, améliorant de 2 centimètres sa propre marque réalisée en 2015. C'est par ailleurs la meilleure performance mondiale de l'année, et devance à cette occasion Raphael Holzdeppe (5,73 m) et Konstadínos Filippídis (5,68 m).
Le 4 février, dans un centre commercial de Potsdam, Lisek franchit la barre mythique des 6,00 m, affirmant sa nette progression et son statut de favori pour les Championnats d'Europe en salle de Belgrade,. Le lendemain, il se classe 2e du All Star Perche de Clermont-Ferrand avec 5,71 m, battu par Shawnacy Barber (5,83 m) avant de s'imposer à l'ISTAF indoor Berlin le 10 février avec 5,86 m, devant Thiago Braz da Silva (5,70 m) et Raphael Holzdeppe (5,70 m). Il échoue par trois fois à 6,05 m.
Le 16 février, il remporte le meeting de Łódź avec 5,87 m puis les Championnats de Pologne avec 5,83 m. Le 3 mars, il est sacré champion d'Europe en salle, son premier titre majeur, avec un saut à 5,85 m, devançant aux essais le Grec Konstadínos Filippídis et son compatriote Paweł Wojciechowski.
Le 21 juillet, il remporte le Meeting Herculis de Monaco avec 5,82 m, record personnel égalé, malgré avoir réalisé la compétition avec des anciennes perches de Sergueï Bubka trouvées dans les rangements sous les gradins du stade. Deux jours plus tard, il remporte les Championnats de Pologne avec un record à 5,85 m.
Aux championnats du monde de Londres le 8 août 2017, Lisek franchit 5,50 m à sa 1re tentative en même temps que l'américain Sam Kendricks. Il franchit 5,65 m à sa troisième tentative puis 5,75 m à son premier essai. Dès lors, le Polonais joue aux jeux des impasses lorsqu'il rate 5,82 m et décide de garder ses deux dernières tentatives pour 5,89 m tandis que l'Américain Sam Kendricks franchit au premier essai 5,82 m. Il passe facilement à sa 1re tentative 5,89 m tout comme Renaud Lavillenie et est assuré de figurer sur le podium mondial. Tous deux échouent à 5,95 m tandis que l'Américain efface cette barre à sa dernière tentative. Lisek, au bénéfice des essais, remporte la médaille d'argent devant le Français.
Le 24 août, il termine 2e de la finale de la Ligue de diamant lors du Weltklasse Zürich avec 5,80 m, battu par Sam Kendricks qui décroche le trophée (5,87 m).

### 2018: Médaille de bronze aux championnats du monde en salle
Le 4 mars 2018, Piotr Lisek décroche la médaille de bronze des championnats du monde en salle de Birmingham avec un saut à 5,85 m, devancé par ceux qui l'avaient déjà devancé à Portland en 2016, Renaud Lavillenie (5,90 m) et Sam Kendricks (5,85 m).
Le 12 août 2018, le Polonais échoue au pied du podium de la finale des championnats d'Europe de Berlin, avec un saut à 5,90 m. Il est battu dans ce concours de saut à la perche le plus élevé de l'histoire, remporté par l'adolescent de 18 ans Armand Duplantis avec 6,05 m, devant le Russe de 21 ans Timur Morgunov (6,00 m) et le recordman du monde Renaud Lavillenie (5,95 m),.

### 2019: Barre des 6 mètres en plein air et médaille de bronze aux Mondiaux de Doha.
Le 30 janvier 2019, il remporte le meeting de Cottbus avec un saut à 5,85 m en réalisant la meilleure performance de l'année. Il gagne devant le Suédois Melker Jacobsson et l'Américain Sam Kendricks. Le 5 juillet 2019, il remporte l'Athletissima de Lausanne et franchit pour la première fois la barre des 6 mètres en plein air, en s'imposant lors d'un barrage face à Sam Kendricks à 6,01 m. Il bat la meilleure performance mondiale de l'année, le record du meeting ainsi que le record de Pologne. Une semaine plus tard, lors du Meeting Herculis de Monaco, il franchit toutes ses barres au premier essai jusqu'à 6,02 m, et améliore ainsi d'un centimètre sa MPMA, son record personnel et national, et de deux centimètres le record du meeting. Il place ensuite la barre à 6,06 m pour devenir le deuxième meilleur performeur de tous les temps en plein air, mais échoue de peu. Le 29 août, il termine à la troisième place des finales de Ligue de Diamant à Zurich après avoir réalisé 5,83 m, à égalité avec l'Américain Cole Walsh. 
Lors de la finale du saut à la perche des Mondiaux de Doha le 1er octobre, il est en tête du concours jusqu'à 5,87 m mais rate sa première tentative à 5,92 m. Il décide alors de faire l'impasse pour conserver deux essais pour 5,97 m, la barre décisive du concours, mais échoue à deux nouvelles reprises et se classe finalement troisième derrière Armand Duplantis et Sam Kendricks. il s'agit de la deuxième médaille du bronze remportée par le Polonais dans un championnat du monde en plein air après celle décrochée en 2015 à Pékin. 

### 2021: Médaille de bronze européenne en salle
Le 7 mars 2021 aux championnats d'Europe en salle de Torun, il s'adjuge la médaille de bronze avec un saut à 5,80 m derrière le Français Valentin Lavillenie et le Suédois Mondo Duplantis. Le Polonais obtient ainsi sa quatrième médaille européenne indoor consécutive, sa deuxième en bronze après celle de 2015. 

## Palmarès
| Date | Compétition                        | Lieu                               | Résultat | Marque  |
| ---- | ---------------------------------- | ---------------------------------- | -------- | ------- |
| 2014 | Championnats d'Europe              | Zurich                             | 6e       | 5,65 m  |
| 2015 | Championnats d'Europe en salle     | Prague                             | 3e       | 5,85 m  |
| 2015 | Championnats d'Europe par équipes  | Tcheboksary                        | 3e       | 5,80 m  |
| 2015 | Championnats du monde              | Pékin                              | 3e       | 5,80 m  |
| 2016 | Championnats du monde en salle     | Portland                           | 3e       | 5,75 m  |
| 2016 | Championnats d'Europe              | Amsterdam                          | 4e       | 5,50 m  |
| 2016 | Jeux olympiques                    | Rio de Janeiro                     | 4e       | 5,75 m  |
| 2016 | Ligue de diamant                   | Ligue de diamant                   | 3e       | détails |
| 2017 | Championnats d'Europe en salle     | Belgrade                           | 1er      | 5,85 m  |
| 2017 | Championnats du monde              | Londres                            | 2e       | 5,89 m  |
| 2017 | Ligue de diamant                   | Ligue de diamant                   | 2e       | 5,80 m  |
| 2018 | Circuit mondial en salle de l'IAAF | Circuit mondial en salle de l'IAAF | 1er      | détails |
| 2018 | Championnats du monde en salle     | Birmingham                         | 3e       | 5,85 m  |
| 2018 | Championnats d'Europe              | Berlin                             | 4e       | 5,90 m  |
| 2018 | Ligue de diamant                   | Ligue de diamant                   | 4e       | 5,78 m  |
| 2019 | Championnats d'Europe en salle     | Glasgow                            | 2e       | 5,85 m  |
| 2019 | Championnats d'Europe par équipes  | Bydgoszcz                          | 1er      | 5,81 m  |
| 2019 | Ligue de diamant                   | Ligue de diamant                   | 3e       | 5,83 m  |
| 2019 | Championnats du monde              | Doha                               | 3e       | 5,87 m  |
| 2021 | Championnats d'Europe en salle     | Toruń                              | 3e       | 5,80 m  |
| 2021 | Jeux olympiques                    | Tokyo                              | 6e       | 5,80 m  |
| 2023 | Championnats d'Europe en salle     | Istanbul                           | 2e       | 5,80 m  |
| 2023 | Championnats du monde              | Budapest                           | 9e       | 5,75 m  |

## Records
| Épreuve          | Épreuve   | Marque      | Lieu    | Date            |
| ---------------- | --------- | ----------- | ------- | --------------- |
| Saut à la perche | Plein air | 6,02 m (NR) | Monaco  | 12 juillet 2019 |
| Saut à la perche | En salle  | 6,00 m (NR) | Potsdam | 4 février 2017  |